# Bartow (Virginie-Occidentale)
Pour les articles homonymes, voir Bartow.

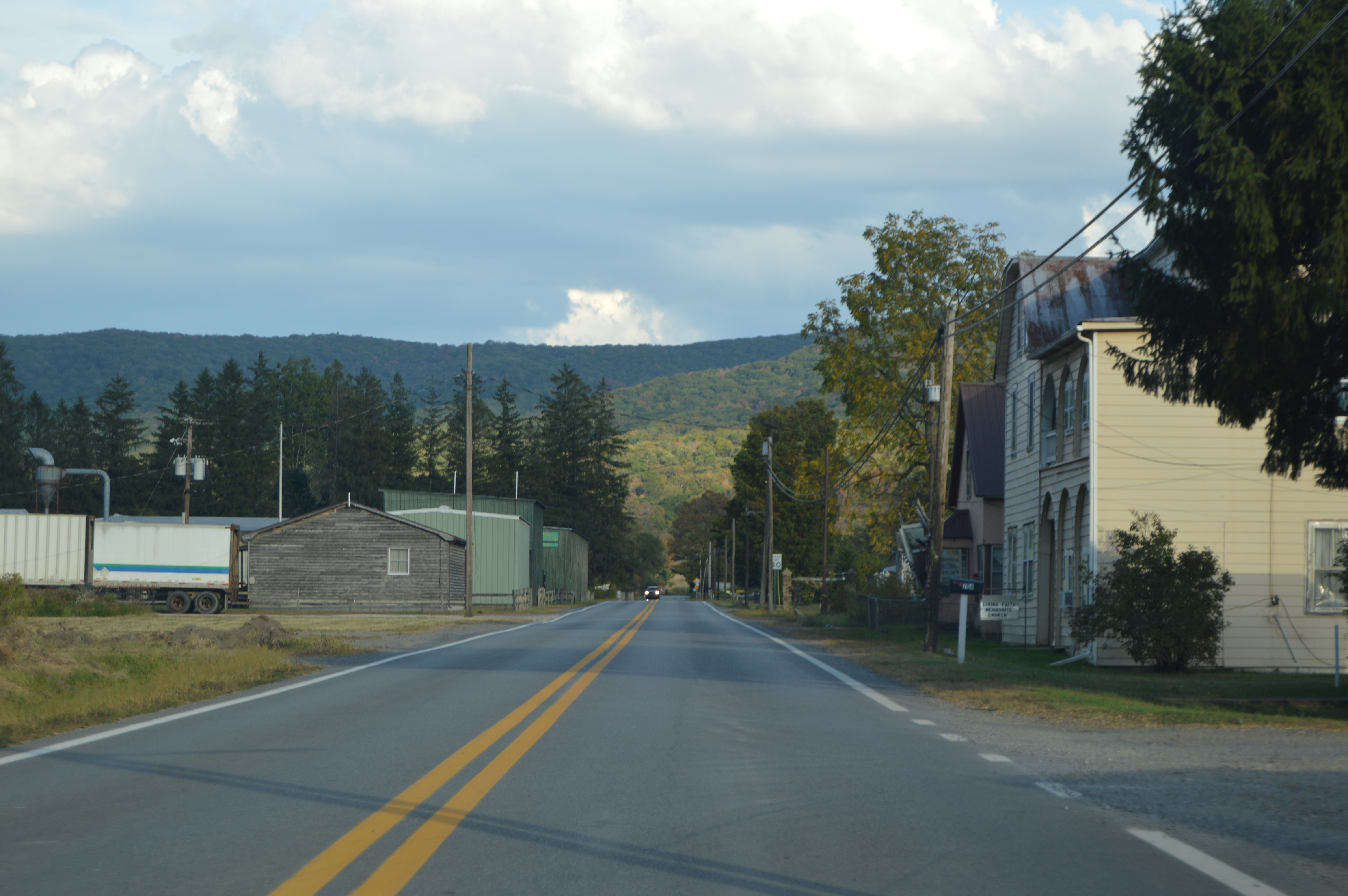
Bartow (Virginie-Occidentale)

Bartow est une census-designated place située dans le comté de Pocahontas, dans l’État de Virginie-Occidentale, aux États-Unis. Lors du recensement de 2020, elle comptait 64 habitants.